# بفعل فاعل (مسلسل)
بفعل فاعل، مسلسل تلفزيوني مصري، عرض في رمضان 1431هـ/2010م.

## قصة المسلسل
يتناول المسلسل العديد من القضايا التي شغلت الرأي العام في الفترة الأخيرة ومنها الفساد ونهب الأموال والهرب بها إلى الخارج، وأيضاً التطبيع مع العدو الصهيوني الذي يمارسه بعض رجال الأعمال بطرق ملتوية، كما يعرض لكيفية الانتماء الحقيقي لمصر وذلك من خلال شخصية المحامية الشريفة «عبير» التي تدافع عمن تؤمن انه بريء ليس حباً في الشهرة أو المادة، كما تنتصر لحقوق المرأة المكتسبة، وتكتشف بالصدفة خيانة زوجها الذي يعيش بمبدأ الغاية تبرر الوسيلة لمصر، حيث يتورط في العمل جاسوساً لدى إحدى الجهات الأجنبية ويساعد في القيام ببعض الأعمال ضد وطنه ما يضطرها الي ابلاغ السلطات المختصة التي تقوم بمراقبته لكشف تفاصيل خيانته.

## بطولة
- تيسير فهمي
- تامر هجرس
- طارق لطفي
- ميرنا وليد
- رجاء الجداوي
- ياسر جلال
- جمال إسماعيل
- عثمان محمد علي
- أيمن عزب
- أشرف طلبة
- أشرف مصيلحي
- غسان مطر
- مجدي فكري
- محمد جوهر
- منة بدر
- سهر الصايغ
- حسناء سيف الدين